# Ґронди (Ґродзиський повіт)
Ґронди (пол. Grądy) — село в Польщі, у гміні Якторув Ґродзиського повіту Мазовецького воєводства.
Населення — 98 осіб (2011).
У 1975-1998 роках село належало до Скерневицького воєводства.

## Демографія
Демографічна структура станом на 31 березня 2011 року:
|          | Загалом | Допрацездатний вік | Працездатний вік | Постпрацездатний вік |
| -------- | ------- | ------------------ | ---------------- | -------------------- |
| Чоловіки | 48      | 9                  | 35               | 4                    |
| Жінки    | 50      | 14                 | 26               | 10                   |
| Разом    | 98      | 23                 | 61               | 14                   |